# Tir amb arc als Jocs Olímpics d'estiu de 2004
Als Jocs Olímpics d'Estiu de 2004 celebrats a la ciutat d'Atenes (Grècia) es disputaren 4 proves de tir amb arc, dues en categoria masculina i dues més en categoria femenina, tant en competició individual com per equips. Les proves es realitzaren entre els dies 12 i 21 d'agost de 2004 a l'Estadi Panathinaiko.

## Comitès participants
Hi participaren un total de 128 arquers, 64 homes i 64 dones, de 43 comitès nacionals diferents.
| - Alemanya (4) - Austràlia (6) - Belarús (2) - Bhutan (2) - Bulgària (1) - Canadà (2) - Corea del Sud (6) - Cuba (1) - Dinamarca (1) - Egipte (4) - Espanya (2) | - Estats Units (6) - El Salvador (1) - Fiji (1) - Filipines (1) - Finlàndia (1) - França (6) - Geòrgia (2) - Grècia (6) - Índia (6) - Indonèsia (2) - Itàlia (4) | - Japó (6) - Kazakhstan (3) - Laos (1) - Luxemburg (1) - Malàisia (1) - Maurici (1) - Mèxic (3) - Myanmar (1) - Nova Zelanda (1) - Països Baixos (3) - Polònia (4) | - Regne Unit (4) - Rússia (5) - Sud-àfrica (1) - Suècia (3) - Tadjikistan (1) - Tonga (1) - Turquia (4) - Ucraïna (6) - R.P. de la Xina (5) - Xina-Taipei (6) |

## Resultats

### Homes
| Event      | Or                                                          | Plata                                                          | Bronze                                                      |
| Individual | Marco Galiazzo · Itàlia                                     | Hiroshi Yamamoto · Japó                                        | Tim Cuddihy · Austràlia                                     |
| Equip      | Corea del Sud · Im Dong-Hyun · Jang Yong-Ho · Park Kyung-Mo | Xina Taipei · Chen Szu-yuan · Liu Ming-huang · Wang Cheng-pang | Ucraïna · Dmytro Hrachov · Viktor Ruban · Oleksandr Serdyuk |

### Dones
| Event      | Or                                                         | Plata                                                 | Bronze                                              |
| Individual | Park Sung-Hyun · Corea del Sud                             | Lee Sung-Jin · Corea del Sud                          | Alison Williamson · Anglaterra                      |
| Equip      | Corea del Sud · Lee Sung-Jin · Park Sung-Hyun · Yun Mi-Jin | R.P. de la Xina · He Ying · Lin Sang · Zhang Juanjuan | Xina Taipei · Chen Li-ju · Wu Hui-ju · Yuan Shu-chi |

## Medaller
| Pos. | País            | Or | Plata | Bronze | Total |
| 1    | Corea del Sud   | 3  | 1     | 0      | 4     |
| 2    | Itàlia          | 1  | 0     | 0      | 1     |
| 3    | Xina Taipei     | 0  | 1     | 1      | 2     |
| 4    | R.P. de la Xina | 0  | 1     | 0      | 1     |
| 4    | Japó            | 0  | 1     | 0      | 1     |
| 6    | Austràlia       | 0  | 0     | 1      | 1     |
| 6    | Anglaterra      | 0  | 0     | 1      | 1     |
| 6    | Ucraïna         | 0  | 0     | 1      | 1     |